# Селіна Джейтлі
Селіна Джейтлі (пенджаб. ਸੇਲਿਨਾ ਜੇਟਲੀ, гінді सेलिना जेटली, англ. Celina Jaitley; нар. 24 листопада 1981, Шімла) — індійська акторка і фотомодель. Переможниця конкурсу «Міс Індія» і 4-я віце-міс Всесвіт 2001.

## Біографія
Народилася 24 листопада 1981. Її батько В. К. Джейтлі — пенджабец, полковник армії. Мати Міта — афганка, психолог за освітою, працювала медсестрою в Індійських збройних силах. У Селіни є брат, який служить в індійському спецназі. Через те, що батько Селіни — військовий, сім'я часто переїжджала з місця на місце, і вона росла в різних містах країни. Селіна встигла повчитися в 13 різних школах, але в кінцевому підсумку сім'я оселилася у Калькутті, де вона провела більшу частину своєї юності і вчилася в коледжі. З самого дитинства Селіна мріяла приєднатися до армії лікарем або пілотом. Селіна закінчила відділення торгівлі в Національному відкритому університеті імені Індіри Ганді у Нью-Делі і влаштувалася на роботу в компанію-оператор стільникового зв'язку.
У 2001 році Селіна виграла місцевий конкурс краси. Потім відправила фотографії та анкету організаторам національного конкурсу краси «Міс Індія», пройшла відбіркові тури і завоювала титул «Міс Індія 2001». На додаток до титулу Королеви краси, вона виграла звання «Miss Margo Beautiful Skin». Потім Селіна була удостоєна представляти свою країну на конкурсі «Міс Всесвіт», де зайняла 4-е місце. Після цього вона знімалася у відеокліпах і рекламі. Є обличчям єгипетської турфірми і ювелірної компанії  Diya Diamond Jewellery .
У 2003 році режисер Фероз Хан запропонував їй роль у драмі «Власник клубу Ангара». У 2007 році Селіна вирушила у Нову Зеландію, де проходили зйомки її першого міжнародного фільму «У любові немає мови», романтичної комедії про відносини між індійкою та маорі. У 2008 році вона з'явилася у фільмі «Веселі шахраї повертаються».

## Особисте життя
Селіна одружена з австрійським підприємцем, власником готелю, Пітером Хаагом. Весілля відбулася 23 липня 2011 році в Австралії. У 2012 в Дубаї Селіна народила хлопчиків-близнюків Вінстона і Вірадж.

## Фільмографія
- 2003 — «Власник клубу «Ангара»» (Janasheen) — Джессіка Перейра;
- 2003 — «Підступний друг» (Khel) — Санжая Батра;
- 2005 — «Мистецтво любити» (Silsiilay) — Прити;
- 2005 — «У вирі неприємностей» — Санджана Сакса;
- 2006 — «Юні і закохані» (Jawani Diwani: A Youthful Joyride) — Рома Фернандес;
- 2006 — «В'язень минулого» (Zinda) — Ніша Б. Рой;
- 2006 — «Наша мрія гроші..?» (Apna Sapna Money Money) — Сания;
- 2007 — «Червоні кольори любові» (Red: The Dark Side) — Анахита Сакса;
- 2007 — «Шакалака Бум Бум» (Shakalaka Boom Boom) — Шина;
- 2007 — «Привіт, крихітко!» (Heyy Babyy) — запрошена зірка в пісні «Heyy Babyy»;
- 2008 — «Гроші вирішують все!» (Money Hai Toh Honey Hai) — Шруті;
- 2008 — «Веселі шахраї повертаються» (Golmaal Returns) — Міра Наїр;
- 2009 — «Постояльці» (Paying Guests) — Калпана;
- 2010 — «Подія на Хілл-Роуд» (Accident on Hill Road) — Сонам Чопра;
- 2011 — «Дякую тобі» (Thank You) — Майя;
- 2012 — «Вийдеш за мене заміж?» (Will You Marry Me) — Вайшали.